# Нобл (округ, Індіана)
Шаблон:StateAbbr_ 41°24′ пн. ш. 85°25′ зх. д. / 41.4° пн. ш. 85.42° зх. д.
Округ Нобл (англ. Noble County) — округ (графство) у штаті Індіана, США. Ідентифікатор округу 18113.

## Історія
Округ утворений 1835 року.

## Демографія
За даними перепису
2000 року
загальне населення округу становило 46275 осіб, зокрема міського населення було 15591, а сільського — 30684.
Серед мешканців округу чоловіків було 23310, а жінок — 22965. В окрузі було 16696 домогосподарств, 12294 родин, які мешкали в 18233 будинках.
Середній розмір родини становив 3,19.
Віковий розподіл населення поданий у таблиці:
| Стать    | До 15 років | 15-21 | 22-29 | 30-39 | 40-49 | 50-65 | 65-85 | Понад 85 |
| -------- | ----------- | ----- | ----- | ----- | ----- | ----- | ----- | -------- |
| Чоловіки | 5717        | 2540  | 2658  | 3567  | 3589  | 3158  | 1916  | 165      |
| Жінки    | 5432        | 2176  | 2416  | 3413  | 3255  | 3252  | 2586  | 435      |

## Виноски
1. ↑  U.S. Decennial Census. United States Census Bureau. Архів оригіналу за 26 квітня 2015. Процитовано 10 липня 2014.
2. ↑  Historical Census Browser. University of Virginia Library. Архів оригіналу за 11 серпня 2012. Процитовано 10 липня 2014.
3. ↑  Population of Counties by Decennial Census: 1900 to 1990. United States Census Bureau. Архів оригіналу за 4 жовтня 2014. Процитовано 10 липня 2014.
4. ↑  Census 2000 PHC-T-4. Ranking Tables for Counties: 1990 and 2000 (PDF). United States Census Bureau. Архів оригіналу (PDF) за 18 грудня 2014. Процитовано 10 липня 2014.
5. ↑  Noble County QuickFacts. Бюро перепису населення США. Архів оригіналу за 7 червня 2011. Процитовано 25 вересня 2011.(англ.) Наведено за англійською вікіпедією.
6. ↑  QuickFacts. Noble County, Indiana. United States Census Bureau. Архів оригіналу за 26 липня 2019. Процитовано 26 липня 2019.
7. ↑  American FactFinder. Бюро перепису населення США. Архів оригіналу за 26 лютого 2012. Процитовано 31 січня 2008.

| США | Це незавершена стаття з географії США. Ви можете допомогти проєкту, виправивши або дописавши її. |